# خورشیدگرفتگی ۱۱ مرداد ۱۳۸۷

خورشیدگرفتگی ۱۱ مرداد ۱۳۸۷. منطقهٔ خورگرفت کامل، ناحیهٔ سیاه بسیار کوچکی‌ست که در مرکز خورشیدگرفتگی جزیی در تصویر مشخص است.

خورشیدگرفتگی ۱۱ مرداد ۱۳۸۷ (جمعه ۱ اوت ۲۰۰۸) در بخش کوچکی از شمال کانادا و جزایر شمالی آن، شمال گرینلند، شمال و نواحی مرکزی روسیه، غرب مغولستان، نواحی مرکزی چین به صورت کلی و در شمال کانادا، اروپا جز بخشی از جنوب آن و آسیا جز بخش کوچکی از جنوب غرب و شرق آن به صورت جزیی دیده شد. این خورشیدگرفتگی آخرین خورشیدگرفتگی سال ۲۰۰۸ بود.

## خورشیدگرفتگی در ایران
این خورشیدگرفتگی در مناطق شرق و شمال‌شرقی ایران طولانی‌تر از دیگر مناطق ایران بود و بخش وسیع‌تری از قرص خورشید پوشیده شد.

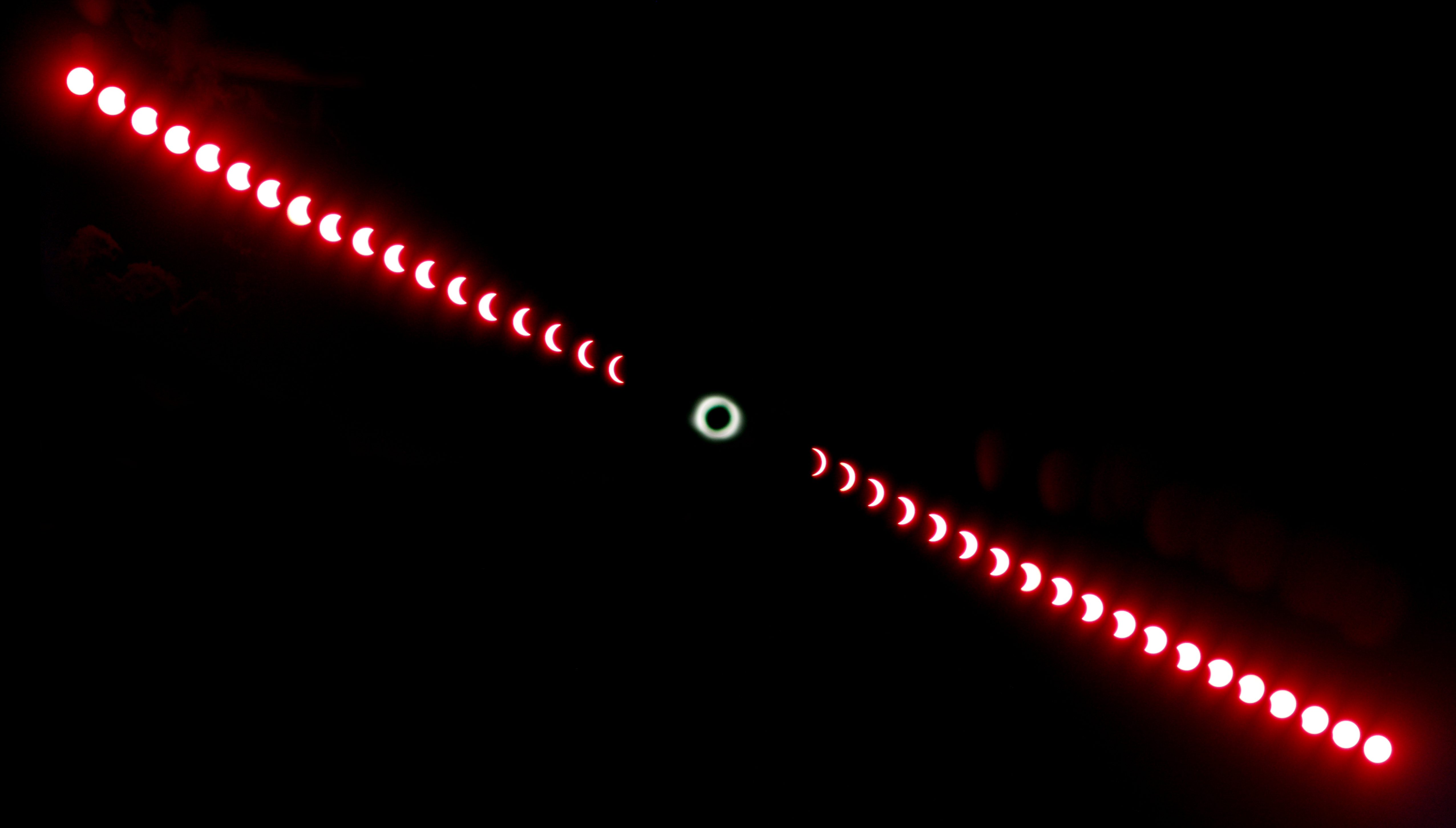
نمایش پیشرفت خورشیدگرفتگی در نووسیبیرسک، روسیه

## جدول مشخصات خورشیدگرفتگی در ایران
| مرکز استان/جزئیات | آغاز گرفتگی | حداکثر گرفتگی | پایان گرفتگی | حداکثر پوشیدگی (درصد) |        |       |       |       |    |
| ----------------- | ----------- | ------------- | ------------ | --------------------- | ------ | ----- | ----- | ----- | -- |
| اراک              | ۱۴:۳۹       | ۱۵:۳۴         | ۱۶:۲۶        | ۲۰                    |        |       |       |       |    |
| اراک              | ۱۴:۳۹       | ۱۵:۳۴         | ۱۶:۲۶        | ۲۰                    | اردبیل | ۱۴:۲۴ | ۱۵:۲۴ | ۱۶:۲۰ | ۲۵ |
| ارومیه            | ۱۴:۲۵       | ۱۵:۲۱         | ۱۶:۱۴        | ۱۹                    | اردبیل | ۱۴:۲۴ | ۱۵:۲۴ | ۱۶:۲۰ | ۲۵ |
| ارومیه            | ۱۴:۲۵       | ۱۵:۲۱         | ۱۶:۱۴        | ۱۹                    | اصفهان | ۱۴:۴۴ | ۱۵:۴۰ | ۱۶:۳۱ | ۲۰ |
| اهواز             | ۱۴:۴۹       | ۱۵:۳۹         | ۱۶:۲۶        | ۱۳                    | اصفهان | ۱۴:۴۴ | ۱۵:۴۰ | ۱۶:۳۱ | ۲۰ |
| اهواز             | ۱۴:۴۹       | ۱۵:۳۹         | ۱۶:۲۶        | ۱۳                    | ایلام  | ۱۴:۴۰ | ۱۵:۳۲ | ۱۶:۱۹ | ۱۴ |
| بوشهر             | ۱۴:۵۸       | ۱۵:۴۶         | ۱۶:۳۱        | ۱۲                    | ایلام  | ۱۴:۴۰ | ۱۵:۳۲ | ۱۶:۱۹ | ۱۴ |
| بوشهر             | ۱۴:۵۸       | ۱۵:۴۶         | ۱۶:۳۱        | ۱۲                    | بجنورد | ۱۴:۳۲ | ۱۵:۳۵ | ۱۶:۳۳ | ۳۹ |
| بندرعباس          | ۱۵:۰۴       | ۱۵:۵۵         | ۱۶:۴۲        | ۱۸                    | بجنورد | ۱۴:۳۲ | ۱۵:۳۵ | ۱۶:۳۳ | ۳۹ |
| بندرعباس          | ۱۵:۰۴       | ۱۵:۵۵         | ۱۶:۴۲        | ۱۸                    | بیرجند | ۱۴:۴۶ | ۱۵:۴۶ | ۱۶:۴۱ | ۳۳ |
| تبریز             | ۱۴:۲۴       | ۱۵:۲۲         | ۱۶:۱۶        | ۲۲                    | بیرجند | ۱۴:۴۶ | ۱۵:۴۶ | ۱۶:۴۱ | ۳۳ |
| تبریز             | ۱۴:۲۴       | ۱۵:۲۲         | ۱۶:۱۶        | ۲۲                    | تهران  | ۱۴:۳۴ | ۱۵:۳۳ | ۱۶:۲۸ | ۲۵ |
| خرم آباد          | ۱۴:۴۱       | ۱۵:۳۴         | ۱۶:۲۴        | ۱۶                    | تهران  | ۱۴:۳۴ | ۱۵:۳۳ | ۱۶:۲۸ | ۲۵ |
| خرم آباد          | ۱۴:۴۱       | ۱۵:۳۴         | ۱۶:۲۴        | ۱۶                    | رشت    | ۱۴:۲۸ | ۱۵:۲۸ | ۱۶:۲۳ | ۲۵ |
| زاهدان            | ۱۴:۵۶       | ۱۵:۵۴         | ۱۶:۴۶        | ۲۹                    | رشت    | ۱۴:۲۸ | ۱۵:۲۸ | ۱۶:۲۳ | ۲۵ |
| زاهدان            | ۱۴:۵۶       | ۱۵:۵۴         | ۱۶:۴۶        | ۲۹                    | زنجان  | ۱۴:۲۹ | ۱۵:۲۸ | ۱۶:۲۲ | ۲۲ |
| ساری              | ۱۴:۳۲       | ۱۵:۳۳         | ۱۶:۲۹        | ۳۰                    | زنجان  | ۱۴:۲۹ | ۱۵:۲۸ | ۱۶:۲۲ | ۲۲ |
| ساری              | ۱۴:۳۲       | ۱۵:۳۳         | ۱۶:۲۹        | ۳۰                    | سمنان  | ۱۴:۳۵ | ۱۵:۳۵ | ۱۶:۳۱ | ۲۸ |
| سنندج             | ۱۴:۳۴       | ۱۵:۲۹         | ۱۶:۲۰        | ۱۸                    | سمنان  | ۱۴:۳۵ | ۱۵:۳۵ | ۱۶:۳۱ | ۲۸ |
| سنندج             | ۱۴:۳۴       | ۱۵:۲۹         | ۱۶:۲۰        | ۱۸                    | شهرکرد | ۱۴:۴۵ | ۱۵:۳۹ | ۱۶:۳۰ | ۱۸ |
| شیراز             | ۱۴:۵۵       | ۱۵:۴۷         | ۱۶:۳۴        | ۱۶                    | شهرکرد | ۱۴:۴۵ | ۱۵:۳۹ | ۱۶:۳۰ | ۱۸ |
| شیراز             | ۱۴:۵۵       | ۱۵:۴۷         | ۱۶:۳۴        | ۱۶                    | قزوین  | ۱۴:۳۱ | ۱۵:۳۰ | ۱۶:۲۵ | ۲۴ |
| قم                | ۱۴:۳۷       | ۱۵:۳۵         | ۱۶:۲۸        | ۲۲                    | قزوین  | ۱۴:۳۱ | ۱۵:۳۰ | ۱۶:۲۵ | ۲۴ |
| قم                | ۱۴:۳۷       | ۱۵:۳۵         | ۱۶:۲۸        | ۲۲                    | کرمان  | ۱۴:۵۳ | ۱۵:۴۹ | ۱۶:۴۱ | ۲۴ |
| کرمانشاه          | ۱۴:۳۸       | ۱۵:۳۱         | ۱۶:۲۱        | ۱۶                    | کرمان  | ۱۴:۵۳ | ۱۵:۴۹ | ۱۶:۴۱ | ۲۴ |
| کرمانشاه          | ۱۴:۳۸       | ۱۵:۳۱         | ۱۶:۲۱        | ۱۶                    | گرگان  | ۱۴:۳۲ | ۱۵:۳۴ | ۱۶:۳۱ | ۳۲ |
| مشهد              | ۱۴:۳۶       | ۱۵:۳۹         | ۱۶:۳۷        | ۴۰                    | گرگان  | ۱۴:۳۲ | ۱۵:۳۴ | ۱۶:۳۱ | ۳۲ |
| مشهد              | ۱۴:۳۶       | ۱۵:۳۹         | ۱۶:۳۷        | ۴۰                    | همدان  | ۱۴:۳۶ | ۱۵:۳۲ | ۱۶:۲۳ | ۱۹ |
| یاسوج             | ۱۴:۵۲       | ۱۵:۴۴         | ۱۶:۳۲        | ۱۶                    | همدان  | ۱۴:۳۶ | ۱۵:۳۲ | ۱۶:۲۳ | ۱۹ |
| یاسوج             | ۱۴:۵۲       | ۱۵:۴۴         | ۱۶:۳۲        | ۱۶                    | یزد    | ۱۴:۴۷ | ۱۵:۴۴ | ۱۶:۳۶ | ۲۳ |